# Моцарт, Мария Анна
Мария Анна Вальбурга Игнатия Моцарт (Nannerl) (30 июля 1751 — 29 октября 1829) — старшая сестра Вольфганга Амадея. Мать — Анна Мария Пертль, отец — Леопольд Моцарт. В семейном кругу и среди друзей Марию Анну звали Наннерль.

## Биография

### Творческая карьера
Игре на клавесине Наннерль начала учиться уже в 7 лет. Со своим младшим братом и отцом она с самого детства путешествовала по Европе с концертами. С 11 лет она играла сложнейшие сонаты и концерты на клавесине. Сначала она и Вольфганг даже рассматривались как равные с точки зрения таланта музыканты: в 1765 году в Лондоне Анне удалось получить большие сборы за исполнение концерта, написанного отцом. Но постепенно Вольфганг становился звездой, а Анна Мария была только его партнёром в совместных дуэтах.
Младший Моцарт высоко оценивал способности своей сестры, в сентябре 1781 года он писал ей из Вены:
… верь мне, ты можешь делать большие сборы в Вене, например, давая частные концерты и уроки фортепиано. Ты будешь очень востребована — и хорошо оплачена

### Отказ от карьеры и замужество
Наннерль так и не вышла из тени собственного брата-гения: она стала давать уроки игры на фортепиано в Зальцбурге. В отличие от брата, который вёл самостоятельный образ жизни, отец полностью управлял её судьбой. После того как он отверг её жениха камергера Франца Арманда д’Иппольда, она, следуя воле отца, в 1784 году вышла замуж за магистрата Иоганна Баптиста фон Зонненбург (нем. Johann Baptist Reichsfreiherr von Berchtold zu Sonnenburg) (1736—1801), который был её на 15 лет старше, к тому же дважды вдовец; супружеская чета переехала в родной дом матери Марии Анны в Санкт-Гильгене. У Иоганна Баптиста уже было пятеро детей от двух первых браков, и Наннерль родила ему ещё троих.
Таким образом Наннерль постепенно отдалилась от брата Вольфганга, особенно после его женитьбы на Констанции Вебер. После смерти мужа в 1801 году Наннерль, вернувшись в Зальцбург, продолжила давать уроки игры на фортепиано.

### Старость и смерть. Память в искусстве
В 74 года Мария Анна ослепла. Она умерла 29 октября 1829 года и была похоронена по завещанию в общем склепе на кладбище Святого Петра в Зальцбурге.
Её дневники, письма и воспоминания были и остаются бесценными источниками для исследователей и биографов Вольфганга Амадея Моцарта. А в 1829 году, за несколько дней до её кончины, Наннерль фон Зонненбург посетили английские гости, супружеская пара Мария и Винсент Новелло (последний был видным деятелем, композитором и издателем в Англии). Дневники супругов Новелло, найденные и изданные только в середине XX столетия, известны под названием «Паломничество к Моцарту».

В 2010 году прошла премьера французского фильма «Наннерль, сестра Моцарта» в котором Мария Анна является главным персонажем.

## Посвящение ко дню рождения
Ко дню рождения Наннерль (на 31-летие) брат Вольфганг написал следующее стихотворение (перевод подстрочный):
«Желаю счастья 

За бокалом пунша! 

Я сегодня вышел из дома, Ты не знала почему. — 

Я могу на этот счёт рассказать так много, ведь это случилось потому, 

Что я хотел тебя чем-нибудь порадовать, хоть немного, 

Причём я не боялся ни усердий, ни прилежания, ни трудов, 

Я, правда, не совсем точно знаю: любишь ли Ты пунш? 

О! Только не говори: „Нет!“ — иначе мой подарочек дурно запахнет; 

Так думал я наедине с собой, что Ты, верно, любишь англичан, 

Потому что Тебе нравился Париж, поэтому я, наверное, подарю тебе ленточку, 

Благоухающие воды, искусный букет… 

Но Ты, любимейшая сестрёнка, Ты — никакая не кокетка, 

Поэтому лучше прими из моих рук хороший, крепкий пунш 

И распробуй его как следует — вот моё единственное пожелание!
Зальцбург, 31 июля 1782»

## Иллюстрации

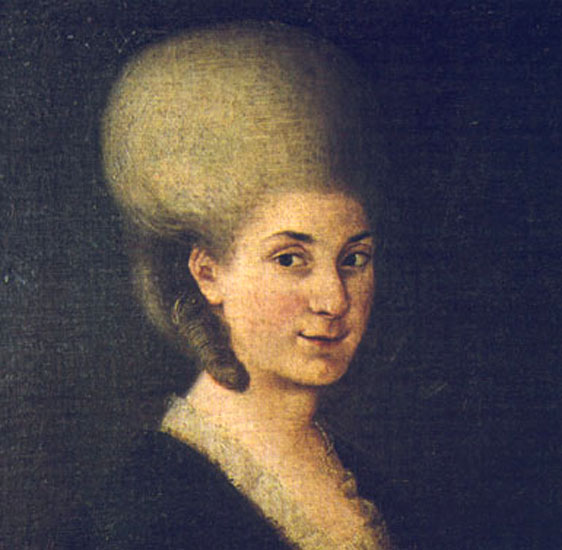
Мария Анна Моцарт
Мария Анна, Вольфганг Амадей и Леопольд Моцарты на семейном портрете